# Coronacrisis in Japan
De coronacrisis in Japan begon begin januari 2020 toen de eerste besmetting met het coronavirus SARS-CoV-2 in Japan werd vastgesteld.
Een 30-jarige Chinees die naar Wuhan reisde kreeg koorts op 3 januari 2020 en hierop volgend keerde hij terug naar Japan op 6 januari. Hij testte positief tijdens zijn opname in een ziekenhuis tussen 10 en 15 januari. Hij heeft de markt in Wuhan niet bezocht maar had waarschijnlijk nauw contact met een reeds geïnfecteerd persoon in Wuhan.
Op 24 januari 2020 werd de tweede besmetting gemeld en op 25 januari werd de derde besmetting gemeld, beide personen waren afkomstig vanuit Wuhan.
Japan heeft extra maatregelen getroffen vanwege de Olympische Zomerspelen van 2020 die gepland stonden om te worden gehouden in Tokio. Ondanks deze maatregelen werden op 28 januari drie verdere besmettingen in Japan bevestigd, een daarvan betrof een man die begin januari 2020 in Wuhan werkzaam was als chauffeur van een tourbus.
Op 30 januari werd bekendgemaakt dat drie Japanners die na een evacuatie uit Wuhan arriveerden in Haneda positief testten op het virus. Dezelfde dag werden er nog drie nieuwe besmettingen vastgesteld.
Vanaf 3 februari laat Japan niemand het land binnen die een reisgeschiedenis heeft vanuit Hubei of een Chinees paspoort uitgegeven in Hubei heeft. Naast deze maatregel dienen niet-Japanse reizigers een gezondheidsverklaring af te geven waarin hen wordt gevraagd of zij binnen 14 dagen zullen afreizen naar Hubei of zijn afgereisd vanuit Hubei.
Op 4 februari bevestigde het Ministerie van Gezondheid, Arbeid en Welzijn dat 10 opvarenden van het schip Diamond Princess positief testten voor het virus. De Japanse kustwacht is verantwoordelijk voor het overplaatsen van de geïnfecteerden vanuit de haven van Yokohama naar dichtbij gelegen ziekenhuizen.
Op 23 maart 2020 mochten alle attractieparken hun deuren weer openen voor bezoekers met als voorwaarden dat bezoekers mondkapjes droegen en de lichaamstemperatuur van alle bezoekers gecontroleerd werd.
Op 6 juni 2023 mochten alle Japanners geen Mondkapjes dragen en is hierbij in Japan en de hele wereld de Mondkapjesplicht verdwenen.

Aantal besmettingen (blauw) en doden (rood) door COVID-19. De stippellijnen geven het dagelijkse verschil aan.